# Cincinnati Open 1975
Il Cincinnati Open 1975 è stato un torneo di tennis giocato sul cemento. È stata la 74ª edizione del Cincinnati Open, che fa parte del Commercial Union Assurance Grand Prix 1975. Il torneo si è giocato a Cincinnati in Ohio negli USA, dal 29 luglio al 4 agosto 1975.

## Campioni

### Singolare
Tom Gorman ha battuto in finale  Sherwood Stewart con il punteggio di 7–5, 2–6, 6–4

### Doppio
Phil Dent /  Cliff Drysdale hanno battuto in finale  Marcelo Lara /  Joaquín Loyo-Mayo con il punteggio di 7–6, 6–4